# Aranha (família)

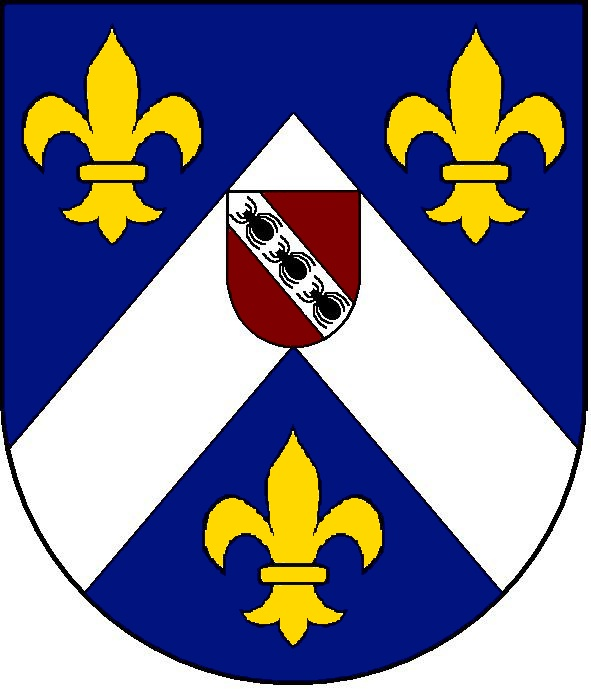
Brasão de armas moderno da família Aranha

Aranha é um apelido de família (sobrenome), da língua portuguesa.
O Armorial Lusitano diz que se desconhece a origem desta família, que pode ter vindo de Espanha, onde existe o mesmo apelido, ou de França, como dizem Dom João Ribeiro Gaio e Manuel de Sousa da Silva nos seus versos. O apelido deve vir de 'alcunha', por falta de preposição.
Um dos mais antigos indivíduos que dele se conhecem é Gonçalo Aranha (* c. 1365), que vivia em Viana do Castelo, na ocasião em que D.João I a tomou aos partidários de Castela. Era tão valoroso, que se atreveu a sair em desafio a qualquer cavaleiro que com êle quisesse se bater. D.João I estimou-o muito e entre algumas mercês que lhe fez se conta a de Vila Nova de Foz Coa, por Carta de 10-III-1384.
Casou-se com Aldonça Anes de Alvelos, que lhe levou em dote a quinta de Serzedelo, que era couto e honra, e D.João I lha confirmou e deu carta de privilégio, de cujo documento consta que Gonçalo Aranha era seu vassalo. Aldonça Anes era filha de João Gil de Alvelos, e dela e de seu marido ficaram filhos que continuaram aquele apelido e tomaram a Quinta de Serzedelo por solar.
Em tempo de D.João I houve mais pessoas de apelido Aranha, cujo parentesco com Gonçalo Aranha se desconhece.
O Bispo de Malaca, D.João Ribeiro Gaio, a seu respeito, escreveu a seguinte quintilha:
"Gente é que não se acanha
com espada nem com lança;
nas letras a todos ganha;
linhagem vinda de França
assim chamada de Aranha."
E Manuel de Sousa da Silva dedicou-lhe esta:
"Dizem que veio de França
para esta nossa Espanha
Esse primeiro Aranha
E lá no Porto descansa
E seus vindouros estrenha."

## Brasão de Armas
- As armas antigas dos Aranhas são: de blau (azul), com asna de goles (vermelho), perfilada de argente (prata), carregada em chefe de um escudete do mesmo (prata), com uma banda de goles (vermelho), sobrecarregada de três aranhas de sable (negro), a asna acompanhada de três-flores-de-lis de jalde (ouro). Timbre: uma flor-de-lis do escudo.

- Modernamente, usam as seguintes: de blau (azul), com asna de argente (prata), carregada em chefe de um escudete de goles (vermelho), com banda de argente (prata) sobrecarregada de três aranhas de sable (negro), a asna acompanhada de três flores-de-lis de jalde (ouro). Timbre: a asna do escudo com o escudete.

Observação: O brasão tradicional continua a ser respeitado pela família, pois o mesmo se encontra gravado em seus pertences recebidos por herança.

## Personalidades
- Djalma Aranha Marinho (1908 - 1981), Deputado Federal, Deputado Estadual, Advogado e Professor
- Joaquim Aranha Barreto de Camargo (1769 - ...), Sesmeiro em Campinas.
- João Batista de Figueiredo Tenreiro Aranha  (Belém, 23 de junho de 1798 — Belém, 19 de janeiro de 1861) foi umpolítico brasileiro e primeiro presidente da província do Amazonas de 1 de janeiro de 1852 a 27 de junho de 1852.
- Bento de Figueiredo Tenreiro Aranha  (Vila Barcelos, 4 de setembro de 1769 – Belém, 11 de novembro de 1811) foi um escritor brasileiro.
- Maria Luzia de Sousa Aranha (1797 - 1879), baronesa e Viscondessa de Campinas, benemérita da região de Campinas, proprietária de terras.
- Joaquim Egídio de Sousa Aranha (1821 - 1893), barão, conde, visconde e Marquês de Três Rios, proprietário rural, político brasileiro, deputado, presidente da província de São Paulo por três períodos.
- José Egídio de Sousa Aranha (1821 - 1885), coronel, fazendeiro em Campinas, cafeicultor, proprietário de terras em Campinas, político, capitalista, irmão-gêmeo do Marquês de Três Rios.
- Manuel Carlos Aranha (1814 - 1894), barão de Anhumas, Comendador e Cavaleiro da Imperial Ordem de Cristo, fazendeiro em Campinas.
- Joaquim Policarpo Aranha (1809 - 1902), barão de Itapura, Comendador da Imperial Ordem da Rosa, político, proprietário rural brasileiro.
- Carlos Norberto de Sousa Aranha (1855 - 1945), jurista, fazendeiro, Cavaleiro Fidalgo da Casa Imperial, deputado.
- Luís Augusto de Queirós Aranha (1867 - 1930), jurista, fazendeiro, Cavaleiro  Fidalgo da Casa Imperial, deputado.
- José de Queirós Aranha (1866 - 1943), jurista, fazendeiro em Campinas, Cavaleiro Fidalgo da Casa Imperial.
- Graça Aranha (1868 - 1931), escritor pre-modernista e um dos criadores da Academia Brasileira de Letras
- Cássio Egídio de Queirós Aranha (1899 - 1976), jurista, político.
- Oswaldo Aranha Bandeira de Mello (1908 - 1980), jurista, desembargador, reitor da PUC de São Paulo.
- Oswaldo Aranha (1894 - 1960), político, ministro de Estado.
- Olavo Egídio de Sousa Aranha (1862 - 1928), fazendeiro, banqueiro, senador, secretário de Estado.
- Olavo Egídio de Sousa Aranha Júnior (1887 - 1972), engenheiro, arquiteto, empresário

- Alfredo Egídio de Sousa Aranha, advogado, empresário, banqueiro.
- Olavo Egídio Setúbal (Olavo Egídio de Sousa Aranha Setubal) (1923 - 2008), banqueiro, prefeito de São Paulo.
- Maria José Aranha de Rezende (1911 - 1999), escritora e poeta, em Santos, São Paulo, bisneta de Manoel Carlos Aranha, barão de Anhumas.
- Maria Valéria Rezende (1942), Educadora e escritora, de Santos, São Paulo, tataraneta de Manoel Carlos Aranha, Barão de Anhumas.
- Gervácio Batista Aranha (1945), Professor e Historiador da Universidade Federal de Campina Grande e Escritor.

## Atualidade
A família Aranha se encontra em vários Estados brasileiros, sendo eles: São Paulo, Rio Grande do Sul, Minas Gerais, Paraná, Maranhão,Rio Grande do Norte, Amazonas, Bahia e Paraíba.